# Eteone leptotes
Eteone leptotes är en ringmaskart som beskrevs av Blake 1992. Eteone leptotes ingår i släktet Eteone och familjen Phyllodocidae. Inga underarter finns listade i Catalogue of Life.